# Adama Fofana
Adama Fofana, född 11 oktober 1999, är en burkinsk-ivoriansk fotbollsspelare som spelar för Dijon.

## Karriär
Fofana spelade som junior för Right to Dream Academy. I mars 2018 värvades han av Varbergs BoIS. Fofana gjorde sin Superettan-debut den 16 april 2018 i en 2–1-vinst över Jönköpings Södra, där han blev inbytt i den 64:e minuten mot Perparim Beqaj. I december 2019 förlängde Fofana sitt kontrakt med två år.
Den 31 augusti 2021 värvades Fofana av Ligue 2-klubben Dijon, där han skrev på ett treårskontrakt.